# Mignon Georgian
Mignon Georgian, född 16 januari 1903 i Ryssland, död 4 november 1987 i Stockholm, var en svensk skådespelare.

## Filmografi
- 1925 – Styrman Karlssons flammor
- 1925 – Karl XII del II
- 1925 – Ingmarsarvet
- 1928 – Weib in Flammen